# Byråsen
Byråsen är en skidanläggning för utförsåkning på berget Byråsen väster om Malung. Vid berget Byråsen finns även 30km spår för längdskidåkning.
Niss Oskar Jonsson donerade grundplåten till anläggningen.
Vandringsleden Hålialeden startar vid Byråsen.